# Přítel – Przyjaciel
Přítel – Przyjaciel je dvojjazyčný (česko-polský) časopis (měsíčník) Slezské církve evangelické augsburského vyznání.
Časopis začal vycházet roku 1948 ve dvou jazykových verzích – české a polské. Teprve 26. dubna 1959 vyšlo první společné česko-polské číslo. Název časopisu byl Přítel lidu – Przyjaciel Ludu. V roce 2002 došlo spolu se změnou grafické úpravy rovněž ke změně názvu časopisu na dosud aktuální „Přítel - Przyjaciel“.
Časopis svým názvem a ideově navazuje na polský časopis Przyjaciel Ludu, vydávaný od roku 1885 do roku 1909 v Návsí farářem Franciszkem Michejdou.